# 解語花
《解語花》（韓語：해어화）是2016年上映的一部韓國劇情片。

## 劇情簡介
描述在1940年代日本殖民朝鮮時期，夢想成為最棒的歌手的妓生紹瑮（韓孝周 飾）、她的好朋友妍熙（千玗嬉 飾），與當時最優秀的作曲家允宇（柳演錫 飾）間，關於唱歌與命運的故事。

## 演員陣容

### 主要角色
- 韓孝周 饰演 鄭紹瑮
  - 少年：金秀安
- 柳演錫 饰演 金允宇
- 千玗嬉 饰演 徐妍熙
  - 少年：方俞雪

### 其他角色
- 朴誠雄 饰演 警務局長
- 張英南 饰演 山月
- 李漢偉 饰演 事務長
- 柳惠英 饰演 金玉香
  - 少年：崔智苑
- 張仁燮 饰演 洪錫
- 武田裕光 饰演 憲兵
- 黄炳国 饰演 参赞
- 白鉉真 饰演 朴日成
- 金道亨 饰演 作曲家
- 宋耀燮 饰演 永日券番杨社长
- 申侑蓝 饰演 小胡子
- 文智爱 饰演 新闻主播
- 吴荷妮 饰演 京城俱乐部职员
- 李成宇 饰演 妍熙录音室工程师
- 金宝仑 饰演 呵欠前辈
- 琴世祿 饰演 成人妓生
- 安秀彬 饰演 成人妓生
- 崔晶恩 饰演 孩子妓生
- 李圭晶 饰演 三霸學生
- 孫成燦 饰演 日本軍隊長

### 特別出演
- 車智妍 饰演 李蘭影
- 金永敏 饰演 PD

## 原声带
| 曲序 | 曲目                       | 演唱者         |
| ---- | -------------------------- | -------------- |
| 1.   | 계면조 평거 (愛情謊言)     | 韓孝周         |
| 2.   | 朝鮮的心聲                 | 千玗嬉         |
| 3.   | 春天姑娘                   | 韓孝周，千玗嬉 |
| 4.   | 春之夢                     | 千玗嬉         |
| 5.   | 歡迎                       | 車智妍         |
| 6.   | 青春別曲                   | 千玗嬉         |
| 7.   | 春之夢                     | 車智妍         |
| 8.   | 春天姑娘                   | 車智妍         |
| 9.   | 木浦港之淚                 | 車智妍         |
| 10.  | 一致好評                   | 千玗嬉         |
| 11.  | 愛情謊言 (원곡 : 소울지기) | 韓孝周         |

## 外部連結
- NAVER上《解語花》的資料
- 韩国电影数据库（KMDb）上《解語花》的資料
- 互联网电影数据库（IMDb）上《解語花》的资料（英文）
- 时光网上《解語花》的資料（简体中文）
- 豆瓣电影上《解語花》的資料 （简体中文）
- Box Office Mojo上《解語花》的资料（英文）
- Yahoo奇摩電影上《解語花》的資料（繁體中文）
- 開眼電影網上《解語花》的資料（繁體中文）